# Chute de Kaboul
Pour les articles homonymes, voir Bataille de Kaboul.
Offensive des talibans de 2021
Batailles
Zarandj · Kondoz · Herat (en) · Kandahar · Lashkar Gah · Kaboul
La chute de Kaboul est la prise de la capitale afghane par les talibans le 15 août 2021, après leur irruption dans la ville par l'ouest à l'issue de leur offensive lancée en mai,. Les forces talibanes mènent d'abord un violent assaut avant d'interrompre les combats en vue d'une reprise des négociations avec le gouvernement.
Alors que les négociations sont tendues, un transfert pacifique du pouvoir est demandé par les talibans et le gouvernement déclare à son tour sa volonté de laisser « pacifiquement » Kaboul aux rebelles.
Dans l'après-midi même du 15 août, le président de la République Ashraf Ghani démissionne et quitte le pays, pendant que les Occidentaux évacuent leurs ressortissants par l'aéroport international de Kaboul où se presse une foule d'Afghans cherchant à fuir. Les talibans reprennent le pouvoir sans combattre, vingt ans après en avoir été chassés.

## Contexte
Les taliban et leurs alliés ont lancé une offensive généralisée le 1er mai 2021, simultanément au retrait de la plupart des troupes américaines d'Afghanistan. Après avoir perdu en quelques semaines la majeure partie du pays, l'Armée nationale afghane est en proie au chaos et, à la mi-août, seules deux unités restent opérationnelles : le 201e corps (en) et la 111e division, tous deux basés à Kaboul. La capitale est encerclée à son tour après la capture par les forces talibanes de Mehtarlâm, Charan, Gardêz, Assadâbâd, Jalalabad et de nombreuses autres villes ainsi que de districts de l'est.

## Évacuations, combats et négociations

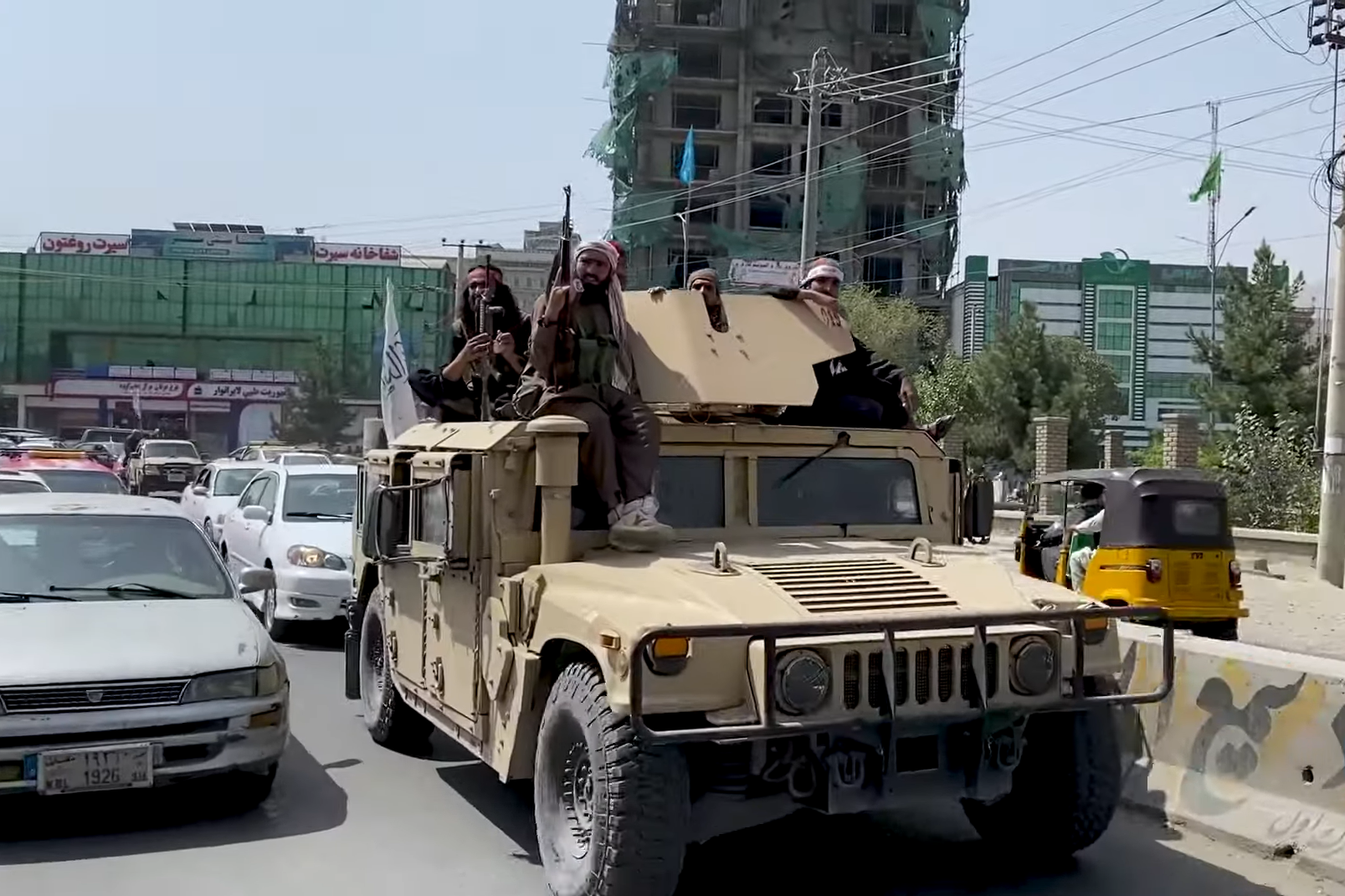
Soldats talibans dans un véhicule militaire après la Chute de Kaboul, en août 2021.

Après la chute (en) de Hérat le 12 août, les gouvernements américain et britannique ont annoncé le déploiement de 3 000 et 600 soldats de leurs forces respectives à l'aéroport international de Kaboul, afin d'assurer l'évacuation de leurs ressortissants, du personnel des ambassades et des civils afghans qui ont travaillé avec les forces de la coalition. Le département de la Défense américain nomme cette mission opération Allies Refuge.
Le 15 août, le commandement taliban ordonne officiellement à ses troupes d'arrêter leur progression aux portes de Kaboul, en déclarant qu'elles ne prendraient pas la ville par la force, bien qu'elles aient déjà pénétré dans sa périphérie. Les habitants signalent que les combattants taliban avancent dans les zones urbaines indépendamment des déclarations officielles de leurs dirigeants,. Après quelques affrontements, les insurgés auraient capturé la prison de Pol-e Charkhi (en) et libéré tous les détenus. Les combattants taliban ont hissé leur drapeau dans plusieurs quartiers de la ville et ont fait pression sur certains policiers pour qu'ils remettent toutes leurs armes. L'aérodrome de Bagram et le centre de détention de Parwan (en), où se trouvaient 5 000 prisonniers, sont également tombés aux mains des taliban.
Dans l'après-midi, le président afghan Ashraf Ghani démissionne et quitte le pays. Les taliban entrent dans le palais présidentiel et, après avoir refusé tout potentiel gouvernement de transition ou un quelconque partage du pouvoir, indiquent qu'ils annonceront ultérieurement le rétablissement de l'émirat islamique d'Afghanistan.
Bien qu'initialement sécurisé par les forces américaines, l'aéroport est rapidement hors de contrôle quelques heures devant l'afflux massif de la population cherchant à quitter le pays. Le tarmac est envahi par des milliers de personnes tentant désespérément de monter à bord d'un avion. Les vols commerciaux sont annulés et l'espace aérien afghan est de facto clos au trafic civil avec l'annonce de l'arrêt du contrôle aérien civil du pays. De nombreux pays de l'OTAN, en particulier le Royaume-Uni, l'Allemagne, la France, les Pays-Bas, l'Italie, le Danemark et l'Espagne, annoncent l'évacuation en urgence de leur personnel diplomatique et de leurs ressortissants. La France déclenche en ce sens le 16 août l'opération Apagan visant à évacuer ses ressortissants, avec l'envoi d'avions de transport Airbus A400M et C-130 vers la base aérienne Al-Dhafra aux Émirats arabes unis. La Russie évacue également ses ressortissants à partir du 25 août .
Au 20 août, plus de 10 000 militaires et policiers de plusieurs nations occidentales, épaulés par plus de 600 militaires afghans, sont dans l'aéroport et s'occupent de l’évacuation de leurs ressortissants et des ponts aériens. À cette date, il y a 7 000 militaires américains — dont la majorité de la 82e division aéroportée, un millier de militaires britanniques et une centaine de soldats et policiers français ; seize C-17 de l’USAF ont évacué plus de 5 700 personnes dont 250 Américains.
Dans la nuit du 30 au 31 août 2021, l'armée américaine évacue ses derniers soldats 24 h avant l'accord prévu avec les taliban. Le dernier soldat américain à embarquer et le dernier à fouler le sol afghan est le major général Chris Donahue (en). Le porte-parole des talibans, Zabihullah Mujahid, confirme sur Twitter que les soldats américains sont partis et que leur pays a gagné sa pleine indépendance.
À la suite du départ du gouvernement des États-Unis en août, des centaines de citoyens américains et, séparément, des centaines de résidents américains (détenteurs de « cartes vertes ») ont été laissés en Afghanistan.